# Église Saint-Sulpice de Saint-Sulpice-le-Dunois
Pour les articles homonymes, voir Église Saint-Sulpice.
L'église Saint-Sulpice est une église située à Saint-Sulpice-le-Dunois, dans le département de la Creuse en France. Construite au XIIe siècle, elle est inscrite au titre des monuments historiques en 1994.

## Localisation
L'église est située sur la commune de Saint-Sulpice-le-Dunois dans le département français de la Creuse en région Nouvelle-Aquitaine.

## Historique
L'église a été construite au XIIe siècle.
L'édifice est inscrit au titre des monuments historiques en 1994.

## Description

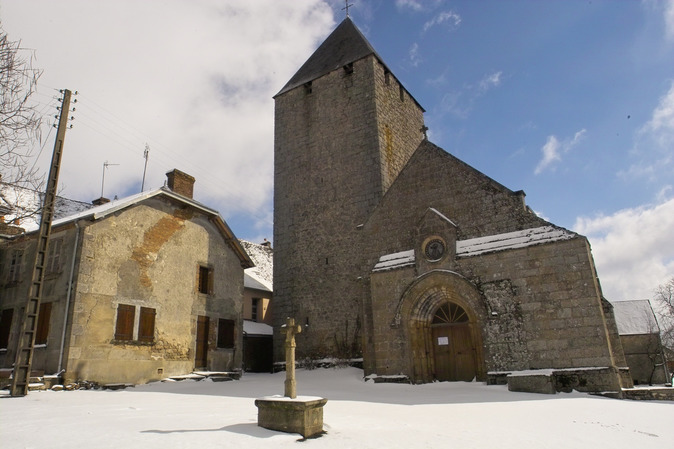
Vue de face.
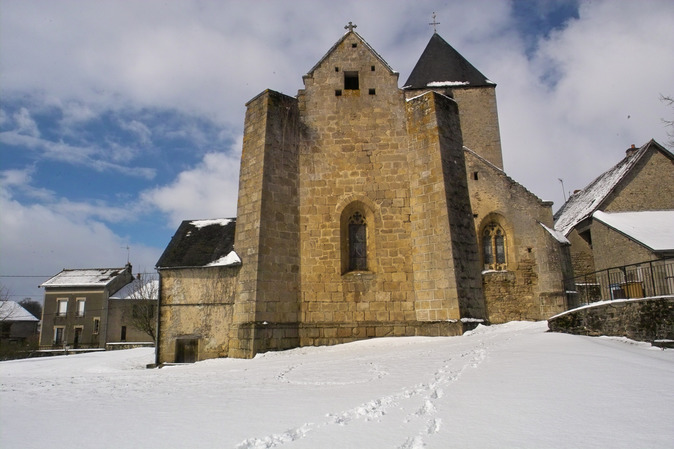
Arrière de l'église.